# Apomys zambalensis
Apomys zambalensis är en gnagare i familjen råttdjur som förekommer i Filippinerna.

## Utseende
Vuxna exemplar är med svans 294 till 311 mm långa, svanslängden är 123 till 158 mm och vikten varierer mellan 74 och 125 g. Djuret har 35 till 40 mm långa bakfötter och 20 till 23 mm stora öron. Huvudet kännetecknas av stora ögon och stora öron. Den mjuka pälsen som täcker ovansidan har en rödbrun till orengebrun färg och undersidans päls är vit med orange nyanser. Typisk är svansens tydliga gräns mellan den mörka ovansidan och den vitaktiga undersidan. Hos den liknande arten Apomys brownorum är ovansidans päls däremot mörkbrun och Apomys sacobianus har gråbrun päls.

## Utbredning
Detta råttdjur lever på västra Luzon. Individerna vistas i bergstrakter mellan 850 och 1800 meter över havet. De bor i bergsskogar.

## Levandssätt
Apomys zambalensis vistas främst på marken och i den låga växtligheten. Den är aktiv på natten och äter daggmaskar, andra ryggradslösa djur och frön. En hona var dräktig med två ungar.

## Hot
Arten har bra anpassningsförmåga. IUCN listar Apomys zambalensis som livskraftig (LC).